# Пиксель-хантинг
Пи́ксель-ха́нтинг (англ. pixel hunting — охота за пикселем) — процесс поиска выхода из ситуации (в основном в компьютерных играх в жанре «квест»), когда активная зона (например, предмет, на который нужно нажать мышью, чтобы подобрать или рассмотреть его) оказывается настолько маленькой или незаметной, что её приходится искать «методом тыка».

Пример пиксель-хантинга. В стопке бумаг нужная нам (синяя) плохо заметна.

Обычно пропущенный предмет в игре является тупиковой ситуацией. Поэтому, если игроку долгое время не удаётся продвинуться дальше, у него появляется предположение, что он обнаружил не все предметы, и он начинает методично, площадка за площадкой, обыскивать все локации. К тому же на разрешении 320×200 маленький предмет действительно был размером в несколько пикселей. Иногда разработчики игр делают «пасхальное яйцо», доступное только пиксель-хантингом. Впрочем, поклонники квестов настолько привыкли к пиксель-хантингу, что однажды это привело к казусу: в игре «Мама не горюй» секретный ключ, спрятанный под колесом автомобиля, тестировщики находили чаще, чем «основной» ключ, появляющийся после решения головоломки.
Название любительского журнала о квестах «Охота на точки» — ссылка на пиксель-хантинг.
В текстовых квестах существовало другое похожее явление — «придумай глагол».

Перетаскивание текстового окна paint возможно только при точном наведении курсора на рамку

## Примеры
Пиксель-хантинг встречается The X-Files: The Game. В этой игре действительно есть активная зона размером 2×2 пикселя[значимость факта?]. Также немалое число мелких плохо заметных предметов есть в игре Beneath a Steel Sky.
Геймплей игры Samorost является, по сути, пиксель-хантингом. Впрочем, игра, как и её продолжение Samorost 2, настолько хорошо продумана, что это нисколько не мешает.
В играх серий S.T.A.L.K.E.R. и «Ночной дозор» из-за реальных размеров предметов и детализированной местности весьма трудно заметить все выпавшие после боя предметы и вооружение. Подсвечивание названий предметов горячей клавишей решает эту проблему (см. ниже).
Многие самодельные Flash-игры класса «найди выход из комнаты» также часто пользуются приёмом пиксель-хантинг.

## Решение проблемы
Пиксель-хантинг в современных играх частично нивелируется тем, что при наведении на активный объект указатель меняет внешний вид, либо в строке статуса появляется название объекта.
Также решением проблемы пиксель-хантинга является добавляемая разработчиками возможность одновременного «высвечивания» всех активных зон на экране при нажатии и удержании игроком какой-либо специальной клавиши.